# 短鳍高原鰍
短鳍高原鰍（學名：Triplophysa brachyptera）為輻鰭魚綱鯉形目條鰍科高原鰍屬的其中一種。分布於亞洲中國甘肅省岷縣的黃河流域，本魚體身體瘦長且呈圓筒形，吻尖、尾柄部扁長，頭部的吻幾乎等於眼眶後部份，觸鬚3對，鱗片細小，背鰭硬棘3枚、背鰭軟條7枚、臀鰭硬棘2枚、臀鰭軟條5枚、脊椎骨37-38個，體長可達13.7公分，棲息在溪流底層水域，生活習性不明。

## 扩展阅读
維基物種上的相關：短鳍高原鰍